# 刀栋庭
刀栋庭（1900年—1983年），傣名召孟相勐，云南景洪人，傣族人。他是西双版纳第42代召片领（车里宣慰使）刀承恩的六子，第43代召片领刀栋梁的胞弟，第44代召片领刀世勋之父。
刀栋庭于1934年接替其弟刀栋新出任勐罕土司。1943年召片领刀栋梁病逝，因为刀栋梁的嗣子刀世勋（刀栋庭之子）尚年幼，由刀栋梁的二弟刀栋刚代理车里宣慰使。但因当时时局混乱，刀栋刚无法控制，1948年议事庭决定由刀栋庭代理车里宣慰使。1949年，由于鲁文聪部下刘世雄的反蒋游击队攻入勐罕，刀栋庭出逃缅甸，到勐勇避居。1954年，中共派人前往缅甸，说服他回到了西双版纳。此后，他历任西双版纳傣族自治州副州长、云南省民族事务委员会副主任、云南省政协副主席等职。
此外，刀栋庭还是第二至四届全国政协委员，第五届全国政协常委。1983年去世，享年83岁。